# Фредериција
Фредериција (дан. Fredericia) је значајан град у Данској, у средишњем делу државе. Град је у оквиру покрајине Јужне Данске, где са околним насељима чини једну од општина, Општину Фредериција. Данас Фредериција има око 40 хиљада становника у граду и око 50 хиљада у ширем градском подручју.

## Географија
Фредериција се налази у средишњем делу Данске. Од главног града Копенхагена, град је удаљен 210 километара западно.
Рељеф: Град Фредериција се налази у источном делу данског полуострва Јиланд, на месту где се њему најближе приближава острво Фин. Овакав стратешки и прометни значај допринео је да се управо на датом месту оснује град. Надморска висина града креће се од 0 до 25 метара.
Клима: Клима у Фредерицији је умерено континентална са утицајем Атлантика и Голфске струје.
Воде: Фредериција се образовала на Лилебелту, каналу између који раздваја острво Фин и полуострво Јиланд. Просечна ширина канала је 1,0-1,5 километара. редишњи део града налази на месту где се Лилебелт отвара у море, тј. у Категат.

## Историја
Подручје Фредериције било је насељено још у доба праисторије. Данашње насеље основано је 1650. године од стране данског краља Фредерика III Данског. Насеље је замишљено као упориште Данске на Јиланду, као осигурање датог подручја после Тридесетогодишњег рата.
1849. године код града се десила кључна битка у рату између Данске и Шлезвиг-Холштајна.
И поред петогодишње окупације Данске (1940—45.) од стране Трећег рајха Фредериција и његово становништво нису много страдали.

## Становништво
Данас Фредериција има око 40 хиљада у градским границама и око 50 хиљада са околним насељима.
Етнички састав: Становништво Фредериције је до пре пар деценија било било готово искључиво етнички данско. И данас су етнички Данци значајна већина, али мали део становништва су скорашњи усељеници.

## Галерија
- Градски музеј у Фредерицији
- Црква св. Тројице
- Стара градска кућа
- Градска железничка станица

## Партнерски градови
- Херфорд
- Кокола
- Кристијансунд
- Шјауљај
- Илулисат